# Jack Garland (homme politique canadien)
Pour les articles homonymes, voir Jack Garland et Garland.
John Richard Garland (1er janvier 1918-14 mars 1964) est un homme politique canadien de l'Ontario. Il est député fédéral libéral de la circonscription ontarienne de Nipissing de 1949 à 1964. Il est ministre dans le cabinet du premier ministre Lester Pearson.

## Biographie
Né à Smiths Falls en Ontario, Garland entame une carrière publique en siégeant comme échevin au conseil municipal de North Bay de 1947 à 1949.
Élu sur la scène fédérale en 1949, il est réélu en 1953, 1957, 1958, 1962 et en 1963. 
Garland entre au cabinet de Lester Pearson à titre de ministre du Revenu national en 1963. Il meurt en fonction l'année suivante et des funérailles nationales lui sont organisées.
L'aéroport de North Bay, Aéroport North Bay-Jack Garland, et le boulevard John Garland de Toronto sont nommés en son honneur.